# 粗糙角星珊瑚
粗糙角星珊瑚（学名：[Goniastrea aspera] 错误：{{Lang}}：文本有斜体标记（帮助））为菊珊瑚科角星珊瑚屬下的一个种。